# 戸塚彦介
戸塚 彦介（とつか ひこすけ、文化10年1月19日〈1813年2月19日〉 - 明治19年〈1886年）4月13日〉は、江戸時代の柔術家である。号は一心斎、名は英俊（ひでとし）。
乱捕中興の祖と伝わる。

## 経歴
1813年2月19日（文化10年1月19日）戸塚彦右衛門英澄の長男として江戸西久保で生まれる。
1830年（天保元年）より駿河国沼津藩に仕える。1837年（天保8年）父の戸塚彦右衛門が亡くなったことにより25歳で家を継ぎ家業の道場に戻った。戸塚彦右衛門は生前師匠である江上観柳を追慕して江上流を名乗っていたが、遺言により戸塚彦介の代から流派名を楊心流に復した。14代将軍徳川家茂に謁し楊心古流を演武した。
1860年（万延元年）徳川家茂にの推薦により幕府の講武所柔術教授方となった。この時、東京芝区愛宕町に道場を移し、その門に入る者は千六百人に至ったという。
1862年（文久2年）講武所の柔術教授が廃止され戸塚は白銀を賜った。1865年（慶応元年）に沼津藩番頭各となった。
明治元年（1868年）沼津藩が上総国菊間藩に転封したため、戸塚彦介も菊間（現在の千葉県市原市菊間）に移住した。1881年9月（明治14年）千葉寒川（千葉県千葉市中央区）に拠点を移し、千葉県警察（千葉県巡査教習所）、監獄両署の師範となり多くの門弟を育てた。
1885年10月（明治18年）に千葉県柔術師範となったが同年11月に病に倒れた。
1886年4月13日（明治19年）死去。
新選組入隊前の篠原泰之進など隊が居候をしていたこともある。

## 人物・逸話
神道楊心流の松岡龍雄が父から聞いた話として、戸塚彦介の荒稽古は江戸中で大変評判となっており、戸塚彦介は身長5尺9寸（178cm）体重23貫（86kg）の大男で少々腕自慢の者でも軽く向う脛を蹴られただけで道場の羽目板まで飛んでしまう有様であったという。戸塚彦介は幕府講武所で教授方を務めており、天神真楊流免許皆伝の松岡克之助は戸塚彦介との三本勝負の乱捕でどう頑張っても二本は取られてしまったという。また藤原稜三によると幕府講武所の乱捕稽古は怪我人が出るのは当たり前で胸に入った蹴りを受けそこねて絶命した話や大男が絞め落とされて蘇生しなかった話が伝わっていると記している。
戸塚彦介の弟子である渋川流の久冨鉄太郎が明治時代に語った柔道談には、当時でも今日でも乱捕で戸塚彦介より上の人はいないと評している。また久富によると戸塚彦介の他流の門人への指導方針は「流派は構わない。下地は出来ているから着色し、これまでに習ってきたことを変えてはならない。」というものであった。戸塚が教えるのは投手であり、「徹頭徹尾呼吸が盡るまで講修すれば自然名人上手になれる。」と言っていたとされる。